# Armand Dufrénoy
Ours-Pierre-Armand Petit-Dufrénoy (n. 5 septembrie 1792, Sevran, Seine-et-Oise, Franța – d. 20 martie 1857, Paris, Île-de-France, Franța) a fost un geolog și mineralog francez.
A fost profesor la École nationale des ponts et chaussées și apoi a predat mineralogia la Școala Națională Superioară de Mine din Paris, unde a fost și director.
Împreună cu Léonce Élie de Beaumont a întocmit prima hartă geologică a Franței, pe care a publicat-o în 1841. 
Printre mineralele descrise se numără: halloysitul, sideritul, rodonitul, nussieritul, hureaulitul.
A fost membru al Academiei Franceze de Științe și comandor al Legiunii de onoare.
În 1843 a primit Medalia Wollaston, iar în perioada 1847 - 1857 a a ocupat catedra de Mineralogie la Muzeul Național de Istorie Naturală din Franța.
Mineralul dufrenoysit îi poartă numele.